# Daniel Bernhardt
Daniel Bernhardt (Ittigen, Bern kanton, 1965. augusztus 31. –) svájci színész, harcművész és modell.
Pályafutását modellként kezdte, színészként 1996-ban debütált a Véres játék 2. című harcművészeti filmmel, majd annak két további folytatásában is főszerepet kapott. A 2000-es években olyan filmekben tűnt fel, mint a Mátrix – Újratöltve (2003) és a 2005-ös Karátos védelem, utóbbiban Chuck Norris oldalán.
A 2010-es években játszott Az éhezők viadala: Futótűz (2013), a Parker (2013), a John Wick (2014), és a Logan – Farkas (2017) című filmekben.

## Élete és pályafutása
Tizenöt éves kora óta foglalkozik harcművészettel, járatos a kick-boxban, a kungfuban és a taekwondóban. Huszonévesen kezdett modellkedni, az Amerikai Egyesült Államokba költözve lehetősége nyílt Hee Il Cho nagymestertől tanulni. 1992-ben a Versace cégnek készített Bruce Webber fotóssal egy reklámfilmet, melyben Jean-Claude Van Damme-mal kellett egy küzdelmi jelenetet eljátszania. Mark DiSalle producer felkereste a Véres játék 2. főszerepe miatt, de a színésznek két évet kellett várnia a film elkészülésére. Az 1996-ban bemutatott, Thaiföldön forgatott film készítése közben fájdalmas baloldali bordasérülést szenvedett. Egyhetes pihenést követően csak a jobb lábát használta rúgáshoz a harci jelenetek felvétele közben.
Egy évvel később a Véres játék 3. főszerepében tért vissza, szintén 1997-ben szerepelt A megbízás és a Tökéletes áldozat című filmekben is. A negyedik, befejező Véres Játék-rész 1999-ben jelent meg, Véres játék 4. címmel. Ebben a részben megváltoztatták korábbi karakterét, amely saját bevallása szerint egyáltalán nem tetszett neki, a forgatókönyvet bizarrnak tartotta, de szerződés kötelezte a film elkészítésére. 1998 és 1999 között a Mortal Kombat: Conquest című televíziós sorozat főszereplője volt.
2003-ban egy ellenséges ügynök szerepét kapta meg Wachowskiék Mátrix – Újratöltve című filmjében. 2005-ben a Karátos védelem című akciófilmben játszhatott együtt Chuck Norrisszal. Bernhardt 2007-ben debütált rendezőként Fetch című rövidfilmjével, melynek forgatókönyvírója és producere is ő volt. A főszerepet David Leitch alakította. Következő jelentősebb filmje a 2013-ban bemutatott, Jason Statham főszereplésével készült Parker volt. Ugyanebben az évben Bernhardt a Az éhezők viadala: Futótűz kisebb szerepében, a 9. körzet versenyzőjeként tűnt fel. 2014-ben a John Wick című akciófilmben orosz bérgyilkosként szerepelt. 2016-ban az Értékes rakomány, 2017-ben pedig a Logan – Farkas című filmekben játszott. Szintén 2017-ben Van Damme-mal játszott a Soha ne felejts! című akcióthrillerben, míg két évvel később a Szupercella 3. – Az ördögveremben volt negatív mellékszereplőként a főszereplő Sylvester Stallone ellenfele.

## Magánélete
A Véres játék 4. forgatásán ismerte meg feleségét, Lisa Stothardot.

## Filmográfia

### Film
| Év   | Magyar cím                     | Eredeti cím                            | Szerep                         | Magyar hang            | Rendező                     |
| ---- | ------------------------------ | -------------------------------------- | ------------------------------ | ---------------------- | --------------------------- |
| 1996 | Véres játék 2.                 | Bloodsport 2: The Next Kumite          | Alex Cardo                     | Haás Vander Péter      | Alan Mehrez (1.)            |
| 1997 | Véres játék 3.                 | Bloodsport III                         | Alex Cardo                     | Forgács Péter          | Alan Mehrez (2.)            |
| 1997 |                                | Future War                             | Szökevény                      |                        | Anthony Doublin             |
| 1997 | A megbízás                     | True Vengeance                         | Allen Griffin                  | Breyer Zoltán          | David Worth                 |
| 1997 | Tökéletes áldozat              | Perfect Target                         | David Benson                   | Breyer Zoltán          | Sheldon Lettich             |
| 1999 | G2 – A múlt harcosai           | G2                                     | Steven Conlin                  |                        | Nick Rotundo                |
| 1999 | Véres játék 4.                 | Bloodsport IV: The Dark Kumite         | John Keller ügynök             | Haás Vander Péter      | Elvis Restaino              |
| 2000 | Fekete-tengeri támadás         | Black Sea Raid                         | Rick                           | Breyer Zoltán          | Hódi Jenő                   |
| 2002 | Világvírus                     | Global Effect                          | Marcus Poynt                   |                        | Terry Cunningham            |
| 2003 | Mátrix – Újratöltve            | The Matrix Reloaded                    | Johnson ügynök                 | Sinkovits-Vitay András | Lana és Andy Wachowski (1.) |
| 2003 | Mentőosztag                    | The Librarians                         | Toshko                         | Breyer Zoltán          | Mike Kirton                 |
| 2005 | Szélvihar                      | Nature Unleashed: Tornado              | Josh                           |                        | Alain Jakubowicz            |
| 2005 | Karátos védelem                | The Cutter                             | Dirk                           | Láng Balázs            | William Tannen              |
| 2011 |                                | Creature                               | Grimley                        |                        | Fred Andrews                |
| 2013 | Parker                         | Parker                                 | Kroll                          | Kisfalusi Lehel        | Taylor Hackford             |
| 2013 | Az éhezők viadala: Futótűz     | The Hunger Games: Catching Fire        | 9-es körzet férfi kiválasztott | nem szólal meg         | Francis Lawrence            |
| 2014 | John Wick                      | John Wick                              | Kirill                         | Csík Csaba Krisztián   | Chad Stahelski              |
| 2016 | Értékes rakomány               | Precious Cargo                         | Simon                          | Bordás János           | Max Adams                   |
| 2016 |                                | Term Life                              | nyomozó (cameo)                |                        | Peter Billingsley           |
| 2017 | Logan – Farkas                 | Logan                                  | Csonttörő                      | nem szólal meg         | James Mangold               |
| 2017 | Atomszőke                      | Atomic Blonde                          | katona                         | német nyelven          | David Leitch (1.)           |
| 2017 | Soha ne felejts!               | Kill 'Em All                           | Radovan Brokowski              | Czvetkó Sándor         | Peter Malota                |
| 2019 | Szupercella 3. – Az ördögverem | Escape Plan: The Extractors            | Silva                          | Debreczeny Csaba       | John Herzfeld               |
| 2019 | Halálos iramban: Hobbs & Shaw  | Fast & Furious Presents: Hobbs & Shaw  | bűnöző (cameo)                 | Gyurin Zsolt           | David Leitch (2.)           |
| 2020 | Ragadozó madarak               | Birds of Prey                          | Sionis sofőrje                 | Gyurin Zsolt           | Cathy Yan                   |
| 2020 |                                | Skylines                               | Owen                           |                        | Liam O'Donnell              |
| 2021 | Ave Marie                      | Ave Marie                              | Von Bruckner                   |                        | Jesse V. Johnson (1.)       |
| 2021 | Senki                          | Nobody                                 | rosszfiú a buszon              | Pál András             | Ilya Naishuller             |
| 2021 | Különösen veszélyes bűnözők    | Red Notice                             | Drago Grande (cameo)           | Törköly Levente        | Rawson Marshall Thurber     |
| 2021 | Mátrix: Feltámadások           | The Matrix Resurrections               | Johnson ügynök                 | nem szólal meg         | Lana és Andy Wachowski (2.) |
| 2022 | Lou                            | Lou                                    | Tony                           | Király Attila          | Anna Foerster               |
| 2023 | Tyler Rake: A kimenekítés 2.   | Extraction 2                           | Konstantine                    | grúz nyelven           | Sam Hargrave                |
| 2024 | A kiküldetés                   | Chief of Station                       | Kharon Taramov                 | Horváth Gergely        | Jesse V. Johnson (2.)       |
| 2024 | Ölj meg, ha tudsz!             | The Killer's Game                      | Max                            | Király Attila          | J. J. Perry                 |
| 2024 |                                | Utopia                                 | William Sallow                 |                        | James Bamford (1.)          |
| 2025 |                                | The Last Gunfight                      | A tiszteletes                  |                        | James Bamford (2.)          |
| 2025 | Balerina                       | From the World of John Wick: Ballerina | Sebhelyes szemű bérgyilkos     | Balda Balázs           | Len Wiseman                 |
| 2025 | Senki 2.                       | Nobody 2                               | Kartoush                       | Debreczeny Csaba       | Timo Tjahjanto              |

### Televízió
| Év        | Magyar cím                           | Eredeti cím                                 | Szerep          | Megjegyzések           |
| --------- | ------------------------------------ | ------------------------------------------- | --------------- | ---------------------- |
| 1998–1999 | Mortal Kombat: Conquest              | Mortal Kombat: Conquest                     | Siro            | főszereplő (22 epizód) |
| 2006      |                                      | Desire                                      | Vincent         | 4 epizód               |
| 2008      |                                      | Tag und Nacht                               | Bruce Polson    | 1 epizód               |
| 2011      | Életre-halálra                       | Chase                                       | Hank Williams   | 1 epizód               |
| 2012      |                                      | BlackBoxTV                                  | Perelli         | 1 epizód               |
| 2014      | Legends – Beépülve                   | Legends                                     | bérgyilkos      | 1 epizód               |
| 2015      | Castle                               | Castle                                      | nehézfiú        | 1 epizód               |
| 2015      | A S.H.I.E.L.D. ügynökei              | Agents of S.H.I.E.L.D.                      | Hydra orgyilkos | 1 epizód               |
| 2018–2020 | Valós halál                          | Altered Carbon                              | Jaeger          | 5 epizód               |
| 2019      | Halálos fegyver                      | Lethal Weapon                               | A Svéd          | 1 epizód               |
| 2019      | Barry                                | Barry                                       | Ronny Proxin    | 3 epizód               |
| 2022      | A galaxis őrzői – Ünnepi különkiadás | The Guardians of the Galaxy Holiday Special | Gobot           | különkiadás            |
| 2024      | The Equalizer                        | The Equalizer                               | Cobra           | 1 epizód               |

## Fordítás
- Ez a szócikk részben vagy egészben  a   Daniel Bernhardt című angol Wikipédia-szócikk fordításán alapul.  Az eredeti cikk szerkesztőit annak laptörténete sorolja fel. Ez a jelzés csupán a megfogalmazás eredetét és a szerzői jogokat jelzi, nem szolgál a cikkben szereplő információk forrásmegjelöléseként.